# Alena Procházková
Alena Procházková (* 9. August 1984 in Banská Bystrica) ist eine ehemalige slowakische Skilangläuferin.

## Werdegang
Alena Procházková ist Studentin und startete für LK Slavia UMB Banska Bystrica. Von 2001 bis 2022 trat sie bei internationalen Wettkämpfen an. Zunächst waren dies unterklassige Wettbewerbe wie FIS- und Continental-Cup-Rennen. Zudem startete sie mehrfach bei Junioren-Weltmeisterschaften. Bei den Junioren-Weltmeisterschaften 2002 in Schonach im Schwarzwald wurde sie 47. im Sprint, 54. im Massenstartrennen über 15 Kilometer und 67. im Freistilrennen über fünf Kilometer. Ein Jahr später belegte sie bei den Junioren-Weltmeisterschaften im schwedischen Sollefteå die Plätze 34 im Rennen über fünf Kilometer in der klassischen Technik, 40 im Sprint und 48 im Massenstartrennen über 15 Kilometer. 2003 nahm Procházková erstmals an einer Nordischen Skiweltmeisterschaft teil. Im Val di Fiemme erreichte sie den 49. Rang im 10-Kilometer-Rennen und 62. Platz in der Verfolgung über 2 × 5 Kilometer. Bei ihren letzten Junioren-Weltmeisterschaften 2004 im norwegischen Stryn wurde sie 13. im Freistilrennen über fünf Kilometer, 31. im Sprint, 40. im Massenstartrennen über 15 Kilometer und Fünfte mit der slowakischen Langlaufstaffel. Im Dezember 2004 wurde die Slowakin erstmals im Skilanglauf-Weltcup eingesetzt. In Lago di Tesero wurde sie 36 in einem Verfolgungsrennen. Bei der Winter-Universiade 2005 in Innsbruck und Seefeld in Tirol wurde sie Sechste im Massenstartrennen über 15 Kilometer, 14. im Freistilrennen über fünf Kilometer und 21. im Sprint. Bei den Nordischen Skiweltmeisterschaften 2005 in Oberstdorf war ihr bestes Ergebnis ein 17. Platz im Sprint. Im Massenstartrennen über 30 Kilometer wurde sie 40., das Verfolgungsrennen über 2 × 7,5 Kilometer beendete sie als 40. und das Freistilrennen über zehn Kilometer schloss sie als Zehnte ab. Im Sprint erreichte Procházková als 23. auch ihr bestes Ergebnis bei ihren drei Starts bei den Olympischen Spielen 2006 von Turin. Zudem wurde sie 28. im Rennen über zehn Kilometer in der klassischen Technik und 46. im Verfolgungsrennen über 2 × 7,5 Kilometer. Zum Ende der Saison 2005/06 konnte sie als 25. bei einem Sprintrennen in Drammen erstmals Weltcuppunkte sammeln. Höhepunkt der folgenden Saison waren die Winter-Universiade 2007 in Pragelato, wo sie Silber im 5-Kilometer-Rennen und im Verfolgungsrennen über zehn Kilometer gewann, Fünfte im Sprint und 15. im Freistilrennen über 15 Kilometer wurde sowie die Nordischen Skiweltmeisterschaften 2007 in Sapporo, wo sie 17. im Sprint, Siebte im Teamsprint und 34. im Freistilrennen über zehn Kilometer wurde. Im Dezember 2007, zu Beginn der Saison 2007/08 wurde die Sprintspezialistin in einem Sprintrennen in Kuusamo Dritte und erreichte damit erstmals eine Podiumsplatzierung im Weltcup. Die Tour de Ski 2007/08 beendete sie auf den 25. Platz. Zum Saisonende erreichte sie den 17. Platz im Sprintweltcup. In der Saison 2008/09 holte sie im Sprint in Vancouver ihren ersten Weltcupsieg. Des Weiteren belegte sie im Sprint in Trondheim den zweiten Platz. Die Tour de Ski 2008/09 beendete sie auf den 26. Rang. Bei den Nordischen Skiweltmeisterschaften 2009 in Liberec wurde sie Siebte im Sprint. Im März 2009 kam sie beim Weltcupfinale in Falun auf den 43. Platz und erreichte den sechsten Platz im Sprintweltcup. Zu Beginn der folgenden Saison errang sie in Kuusamo den dritten Platz im Sprint. Bei der Tour de Ski 2009/10, die sie vorzeitig beendete, belegte sie bei der Sprintetappe den dritten Platz. Bei den Olympischen Spielen 2010 in Vancouver kam sie auf den 18. Platz im Sprint.
Zu Beginn der Saison 2010/11 erreichte Procházková den 15. Platz bei der Nordic Opening in Kuusamo. Im Januar 2011 gelang ihr bei der Winter-Universiade 2011 im türkischen Erzurum die bemerkenswerte Leistung, zu vier Goldmedaillen (Sprint, Verfolgungsrennen über zehn Kilometer, Massenstartrennen über 15 Kilometer und Mixed-Staffel) zu laufen. Bei den nachfolgenden Nordischen Skiweltmeisterschaften 2011 in Oslo belegte sie den 21. Platz im 15-km-Verfolgungsrennen und den sechsten Rang im Sprint. Zum Saisonende errang sie den 26. Platz beim Weltcupfinale in Falun und den 22. Platz im Gesamtweltcup. In der Saison 2011/12 erreichte sie bei 11 Weltcupteilnahmen nur zweimal die Punkteränge. Die Nordic Opening beendete sie auf den 36. Platz. Zu Beginn der folgenden Saison kam sie bei der Nordic Opening auf den 33. Platz. Bei den Nordischen Skiweltmeisterschaften 2013 im Val di Fiemme belegte sie den 66. Platz über 10 km Freistil, den 39. Rang im Skiathlon und den achten Platz im Sprint. Im März 2013 errang sie im Sprint in Lahti den dritten Platz. Bei den Olympischen Winterspielen 2014 in Sotschi erreichte sie den 47. Platz über 10 km Freistil, den 38. Rang im Sprint und den 13. Platz im Teamsprint. Im folgenden Jahr belegte sie bei den Nordischen Skiweltmeisterschaften 2015 in Falun den 35. Platz über 10 km Freistil, den 13. Rang im Teamsprint und den achten Platz im Sprint. Bei den Weltmeisterschaften 2017 im finnischen Lahti wurde sie 22. über zehn Kilometer in der freien Technik, 31. im Sprint und 34. im Skiathlon. Im Sommer 2017 gewann sie mit fünf Siegen, drei zweiten Plätzen und einem dritten Platz die Gesamtwertung des Rollerski-Weltcups. Bei den Rollerski-Weltmeisterschaften 2017 in Sollefteå holte sie im Sprint und im 16-km-Massenstartrennen jeweils die Silbermedaille. Ihre besten Platzierungen bei den Olympischen Winterspielen 2018 in Pyeongchang waren der 31. Platz im Sprint und der 18. Rang zusammen mit Barbora Klementová im Teamsprint. Zudem wurde sie 36. im Massenstartrennen über 30 Kilometer und 58. im Freistilrennen über zehn Kilometer. Im Sommer 2018 gewann sie mit fünf Siegen erneut die Gesamtwertung des Rollerski-Weltcups.
In der Saison 2018/19 errang Procházková vier Top-Zehn-Platzierungen im Slavic Cup, darunter jeweils Platz zwei über 10 km Freistil in Wisła und im 10-km-Massenstartrennen in Kremnica und Rang eins im Sprint in Wisła und zum Saisonende den achten Platz in der Gesamtwertung. Beim Saisonhöhepunkt den Nordischen Skiweltmeisterschaften 2019 in Seefeld in Tirol lief sie auf den 57. Platz im Sprint, auf den 32. Rang über 10 km klassisch und auf den 14. Platz zusammen mit Barbora Klementová im Teamsprint. Im März 2019 wurde sie in Štrbské Pleso slowakische Meisterin im 15-km-Massenstartrennen. Bei den Rollerski-Weltmeisterschaften 2019 im lettischen Madona wurde sie Vizeweltmeisterin im Massenstartrennen über 15 Kilometer. Weitere Medaillen verpasste sie als Vierte über zehn Kilometer im klassischen Stil und im Teamsprint nur knapp. Im Sprint wurde sie Siebte. Zudem gewann sie erneut den Rollerski-Weltcup. In der Saison 2020/21 holte sie zwei Siege und errang damit den zweiten Platz in der Gesamtwertung des Slavic Cups. Bei den Nordischen Skiweltmeisterschaften 2021 in Oberstdorf belegte sie den 53. Platz über 10 km Freistil, den 40. Rang im Sprint und den 14. Platz zusammen mit Barbora Klementová im Teamsprint und bei den Rollerski-Weltmeisterschaften 2021 im Val di Fiemme den achten Platz im 13-km-Massenstartrennen, den siebten Rang über 10 km Freistil und den vierten Platz im Sprint. In der folgenden Saison gewann sie den Biela Stopa über 50 km Freistil und lief bei den Olympischen Winterspielen 2022 in Peking auf den 65. Platz über 10 km klassisch sowie auf den 63. Rang im Sprint.

## Erfolge

### Weltcupsiege im Einzel
| Nr. | Datum           | Ort       | Disziplin        |
| --- | --------------- | --------- | ---------------- |
| 1.  | 16. Januar 2009 | Vancouver | Sprint klassisch |

### Siege bei Continental-Cup-Rennen
| Nr. | Datum             | Ort           | Disziplin                  | Serie      |
| --- | ----------------- | ------------- | -------------------------- | ---------- |
| 1.  | 17. März 2006     | Kremnica      | Sprint Freistil            | Slavic Cup |
| 2.  | 18. März 2006     | Kremnica      | 10 km Verfolgung           | Slavic Cup |
| 3.  | 16. Dezember 2016 | Štrbské Pleso | Sprint klassisch           | Slavic Cup |
| 4.  | 17. Dezember 2016 | Štrbské Pleso | Sprint Freistil            | Slavic Cup |
| 5.  | 18. Dezember 2016 | Štrbské Pleso | 7,5 km Freistil            | Slavic Cup |
| 6.  | 17. März 2018     | Kremnica      | Sprint klassisch           | Slavic Cup |
| 7.  | 18. März 2018     | Kremnica      | 10 km Freistil Massenstart | Slavic Cup |
| 8.  | 9. März 2019      | Wisła         | Sprint klassisch           | Slavic Cup |
| 9.  | 20. März 2021     | Zakopane      | Sprint klassisch           | Slavic Cup |
| 10. | 21. März 2021     | Zakopane      | 15 km Freistil Massenstart | Slavic Cup |

### Siege im Rollerski-Weltcup im Einzel
| Nr. | Datum                  | Ort                            | Disziplin                     |
| --- | ---------------------- | ------------------------------ | ----------------------------- |
| 1.  | 11. August 2017        | Madona                         | Sprint Freistil               |
| 2.  | 12. August 2017        | Madona                         | 5 km klassisch                |
| 3.  | 13. August 2017        | Madona                         | 10 km Freistil Verfolgung     |
| 4.  | 11.–13. August 2017    | Madona                         | Gesamtwertung Minitour        |
| 5.  | 8. September 2017      | Trient                         | Sprint Freistil               |
| 6.  | 21. Juli 2018          | Madona                         | 15 km Freistil Massenstart    |
| 7.  | 22. Juli 2018          | Madona                         | 7,5 km klassisch              |
| 8.  | 14. September 2018     | Monte Bondone                  | Sprint Freistil               |
| 9.  | 16. September 2018     | Ziano di Fiemme                | 10 km klassisch Verfolgung    |
| 10. | 13.–16. September 2018 | Monte Bondone/ Ziano di Fiemme | Gesamtwertung Minitour        |
| 11. | 22. August 2019        | Chanty-Mansijsk                | 7,5 km Freistil               |
| 12. | 23. August 2019        | Chanty-Mansijsk                | 11,25 km klassisch Verfolgung |
| 13. | 24. August 2019        | Chanty-Mansijsk                | Sprint Freistil               |
| 14. | 29. August 2021        | Madona                         | 7,5 km klassisch              |

## Teilnahmen an Weltmeisterschaften und Olympischen Winterspielen

### Olympische Spiele
- 2006 Turin: 23. Platz Sprint Freistil, 28. Platz 10 km klassisch, 46. Platz 15 km Verfolgung
- 2010 Vancouver: 18. Platz Sprint klassisch
- 2014 Sotschi: 14. Platz Teamsprint klassisch, 39. Platz Sprint Freistil, 50. Platz 10 km klassisch
- 2018 Pyeongchang: 18. Platz Teamsprint Freistil, 31. Platz Sprint klassisch, 36. Platz 30 km klassisch Massenstart, 58. Platz 10 km Freistil
- 2022 Peking: 63. Platz Sprint Freistil, 65. Platz 10 km klassisch

### Nordische Skiweltmeisterschaften
- 2003 Val di Fiemme: 49. Platz 10 km klassisch, 62. Platz 2 × 5 km Skiathlon
- 2005 Oberstdorf: 17. Platz Sprint klassisch, 40. Platz 30 km klassisch Massenstart, 44. Platz 15 km Skiathlon, 58. Platz 10 km Freistil
- 2007 Sapporo: 7. Platz Teamsprint Freistil, 13. Platz Sprint klassisch, 34. Platz 10 km Freistil
- 2009 Liberec: 7. Platz Sprint Freistil
- 2011 Oslo: 6. Platz Sprint Freistil, 21. Platz 15 km Skiathlon
- 2013 Val di Fiemme: 8. Platz Sprint klassisch, 39. Platz 15 km Skiathlon, 66. Platz 10 km Freistil
- 2015 Falun: 8. Platz Sprint klassisch, 13. Platz Teamsprint Freistil, 35. Platz 10 km Freistil
- 2017 Lahti: 22. Platz 10 km klassisch, 31. Platz Sprint Freistil, 34. Platz 15 km Skiathlon
- 2019 Seefeld in Tirol: 14. Platz Teamsprint klassisch, 32. Platz 10 km klassisch, 57. Platz Sprint Freistil
- 2021 Oberstdorf: 14. Platz Teamsprint Freistil, 40. Platz Sprint klassisch, 53. Platz 10 km Freistil

## Platzierungen im Weltcup

### Weltcup-Statistik
Die Tabelle zeigt die erreichten Platzierungen im Einzelnen.
- 1.–3. Platz: Anzahl der Podiumsplatzierungen
- Top 10: Anzahl der Platzierungen unter den ersten zehn
- Punkteränge: Anzahl der Platzierungen innerhalb der Punkteränge
- Starts: Anzahl gelaufener Rennen in der jeweiligen Disziplin
- Hinweis: Bei den Distanzrennen erfolgt die Einordnung gemäß FIS.

| Platzierung         | Distanzrennen a | Distanzrennen a | Distanzrennen a | Distanzrennen a | Distanzrennen a | Skiathlon Verfolgung | Sprint | Etappen- rennen b | Gesamt | Team   | Team    |
| Platzierung         | ≤ 5 km          | ≤ 10 km         | ≤ 15 km         | ≤ 30 km         | > 30 km         | Skiathlon Verfolgung | Sprint | Etappen- rennen b | Gesamt | Sprint | Staffel |
| ------------------- | --------------- | --------------- | --------------- | --------------- | --------------- | -------------------- | ------ | ----------------- | ------ | ------ | ------- |
| 1. Platz            |                 |                 |                 |                 |                 |                      | 1      |                   | 1      |        |         |
| 2. Platz            |                 |                 |                 |                 |                 |                      | 1      |                   | 1      |        |         |
| 3. Platz            |                 |                 |                 |                 |                 |                      | 4      |                   | 4      |        |         |
| Top 10              |                 |                 |                 |                 |                 | 2                    | 20     |                   | 22     |        |         |
| Punkteränge         | 2               | 18              | 1               |                 |                 | 11                   | 49     | 5                 | 86     | 5      |         |
| Starts              | 15              | 48              | 6               |                 |                 | 31                   | 98     | 11                | 209    | 5      |         |
| Stand: Karriereende |                 |                 |                 |                 |                 |                      |        |                   |        |        |         |

### Weltcup-Gesamtplatzierungen
| Saison  | Gesamt | Gesamt | Distanz | Distanz | Sprint | Sprint |
| Saison  | Punkte | Platz  | Punkte  | Platz   | Punkte | Platz  |
| ------- | ------ | ------ | ------- | ------- | ------ | ------ |
| 2005/06 | 10     | 98.    | –       | –       | 10     | 63.    |
| 2006/07 | 24     | 73.    | 14      | 60.     | 10     | 60.    |
| 2007/08 | 225    | 31.    | 30      | 39.     | 171    | 17.    |
| 2008/09 | 428    | 18.    | 55      | 39.     | 353    | 6.     |
| 2009/10 | 198    | 41.    | 26      | 59.     | 172    | 16.    |
| 2010/11 | 315    | 22.    | 124     | 26.     | 149    | 18.    |
| 2011/12 | 48     | 64.    | –       | –       | 48     | 40.    |
| 2012/13 | 96     | 51.    | 19      | 65.     | 77     | 28.    |
| 2013/14 | 37     | 79.    | –       | –       | 37     | 49.    |
| 2014/15 | 2      | 114    | –       | –       | 2      | 74.    |
| 2015/16 | 107    | 44.    | 36      | 40.     | 51     | 36.    |
| 2016/17 | 34     | 75.    | 1       | 92.     | 33     | 43.    |
| 2020/21 | 1      | 122.   | –       | –       | 1      | 82.    |